# 謝豐舟
謝豐舟（1946年11月18日—2018年11月10日），臺灣醫學家。曾任臺灣大學醫學院名譽教授，成功大學兼任教授，國防醫學院兼任教授，交通大學兼任教授，謝伯潛謝伯津醫學教育基金會董事長，中華民國醫用超音波學會理事長，中華民國周產期醫學會理事長。被稱為「臺大醫院最有遠見的人」。 訂於2019年1月26日舉辦他的追思會。 鍾正明院士在緬懷文中肯定謝豐舟並勉勵所有人傳承謝P的精神將台灣帶到下一個境界。

## 學歷
- 台南市永福國民小學畢業（1953）
- 國立臺南第一高級中學畢業畢業（1965）
- 國立臺灣大學醫科畢業（1972）
- ABMAC美國在華醫藥促進基金會研究員（1982-1983）：紐約Prenatal Diagnosis Laboratory ;Sloan Kettering Memorial Cancer Center

## 經歷
- 台大醫院婦產科科住院醫師（1973－1975）、主治醫師（1978－2011）
- 台大醫學院婦產科講師（1978－1984）、副教授（1984－1989）、教授（1989－2011）
- 國立台北護專附設婦幼衛生中心住院醫師 ，主治醫師（1975-1978）
- 台灣醫用超音波醫學會理事長 (1996－1998）
- 台灣周產期醫學會理事長 (2000－2002）
- 台大新聞所 教授醫學新聞報導。[5]
- 獲邀至中國醫藥大學附設醫院以 DNA Microarray (Genome Chip) 進行專題演講。[6]

## 學術專長
發育生物學、醫療遺傳學、腫瘤學、婦產科學、超音波醫學、胎兒醫學、通識教育、科學推廣教育、藝術與科學、醫學資訊學、神經科學、腦與心智科學、醫學新聞學。

## 觀點
其實，很多人類的疾病源自心理；一個人的心理，決定其生活形態、行為模式，從而成為疾病產生的基礎。因此，瞭解人類的認知功能，不只是針對心理疾病，對許多器質性疾病的預防、診斷、治療，也必然有很大的助益。——謝豐舟，白色斜塔 篇四 醫學研究 信026 記臺灣大學神經科學週

## 學術榮譽
- 國科會傑出研究獎（1996-1997）
- 台灣大學教學傑出獎 (2007，2009，2011）
- 行政院傑出科技貢獻獎（1996）

## 外部連結
- 豐言豐語．謝豐舟 （页面存档备份，存于） （謝豐舟個人臉書粉專）
- 國立台灣大學醫學院附設醫院-謝豐舟
- 謝豐舟退而不休 人生有很多種可能（页面存档备份，存于）
- 跨領域的知識份子─專訪謝豐舟醫師
- YouTube上的迎接生命的一雙手 - 謝豐舟